# Bogdan Dočev
Bogdan Dočev (in bulgaro Богдан Дочев?, traslitterazione anglosassone: Bogdan Dotchev; Varna, 26 giugno 1936 – 29 maggio 2017) è stato un arbitro di calcio bulgaro.

## Carriera
Dopo aver debuttato nel proprio campionato nazionale nel 1970, nel 1977 ottenne il patentino FIFA per dirigere all'estero. Durante la sua carriera internazionale ha partecipato a due campionati del modo - quello del 1982 in Spagna dove ha diretto la partita Italia-Camerun, terminata 1-1, ed è stato guardialinee della famosa Italia-Brasile 3-2; e al Campionato mondiale di calcio 1986 in Messico, dove ha diretto Paraguay-Belgio, finita 2-2.
Nella edizione in Messico è stato guardialinee durante la partita Argentina-Inghilterra, non segnalando all'arbitro tunisino Ali Bin Nasser la Mano de Dios di Diego Armando Maradona. Nel 2007, quindi oltre vent'anni dopo, in un'intervista il fischietto bulgaro avrebbe ammesso di aver visto l'irregolarità di Maradona, ma di non averla potuta indicare al capoterna, poiché le disposizioni di allora non lo consentivano; tra l'altro, dell'episodio Dotchev ritiene principale responsabile il direttore di gara africano, non abituato alla pressione delle partite europee e mondiali.
Vanta anche la direzione in una semifinale di Coppa delle Coppe (nel 1983 Real Madrid-Austria Vienna) e nella finale di andata della Coppa UEFA 1982-1983 tra Anderlecht e Benfica. Subito dopo i Mondiali 1986 conclude la propria carriera, avendo già compiuto cinquant'anni, allora limite d'età per i direttori di gara.